# Ceres (Torí)
Ceres (arpità Sèress) és un municipi italià, situat a la ciutat metropolitana de Torí, a la regió del Piemont. L'any 2007 tenia 1.032 habitants. Està situat a les Valls de Lanzo, situada entre la Vall d'Ala i la Vall Gran de Lanzo, les Valls arpitanes del Piemont. Limita amb els municipis d'Ala di Stura, Cantoira, Chialamberto, Groscavallo, Mezzenile, Monastero di Lanzo i Pessinetto.

## Administració
| Període | Identitat              | Partit |
| ------- | ---------------------- | ------ |
| 2004-   | Giovanni Battista Poma | Centre |